# Crocodilo Dundee
Crocodile Dundee, estilizado como ”Crocodile” Dundee nos Estados Unidos (br / pt: Crocodilo Dundee) é um filme de comédia de ação australiano e estadunidense de 1986 ambientado no Outback australiano e na cidade de Nova York. É estrelado por Paul Hogan como o aventureiro Mick Dundee. A futura esposa de Hogan, Linda Kozlowski, retratou Sue Charlton. Inspirado nas aventuras da vida real de Rod Ansell, o filme foi feito com um orçamento de menos de US$10 milhões como uma tentativa deliberada de fazer um filme australiano comercial que atraísse uma audiência americana dominante, mas provou ser um fenômeno mundial de bilheteria.
Lançado em 30 de abril de 1986 na Austrália, e em 26 de setembro de 1986 nos Estados Unidos, Crocodile Dundee estreou em #1, e foi um sucesso de bilheteria mundial. O filme arrecadou US$47,707,045 nas bilheterias na Austrália e foi o filme de maior bilheteria de todos os tempos lá.
Uma série de pequenas mudanças foram feitas no filme para seu lançamento nos EUA onde foi lançado nos cinemas pela Paramount Pictures em setembro de 1986. Há duas versões do filme: a versão australiana e uma versão internacional, que teve muitas das gírias australianas substituídas por termos mais comumente entendidos, e uma duração menor. Ele arrecadou US$174,803,506 nas bilheterias dos EUA. Foi o segundo filme de maior bilheteria daquele ano (depois de Top Gun) tanto para o estúdio quanto para a bilheteria dos Estados Unidos. O Box Office Mojo estima que o filme vendeu mais de 46 milhões de ingressos nos Estados Unidos. Como o primeiro filme da série de filmes Crocodile Dunde, foi seguido por duas seqüências: Crocodile Dundee II (1988) e Crocodile Dundee in Los Angeles (2001), embora ambos os filmes não tenham correspondido ao sucesso crítico do antecessor.
O filme tem uma classificação de 87% em Rotten Tomatoes. James Berardinelli, da Reelviews.net, deu ao filme três estrelas de quatro dizendo: "O que falta na ambição da história, compensa em pura e ilimitada simpatia". Embora Crocodile Dundee tenha sido um sucesso tanto na Austrália quanto no exterior, tornou-se polêmico com alguns críticos e platéias australianos, que se ressentiam da imagem dos australianos como estúpidos, O termo "ocker" é usado na gíria australiana tanto como um substantivo e adjetivo para um australiano que fala e age de forma inculta e rude. Robert Hughes reclamou em 2000 que para os americanos "Crocodile Dundee é uma obra de realismo social", dando-lhes uma "fantasia" do "Velho Oeste" sobre a Austrália. David Droga disse em 2018, no entanto, que "não houve melhor anúncio para a Austrália do que aquele filme". Philip Morris International, fabricante de cigarros, divulgou seus produtos neste e 191 filmes entre 1978 e 1988.
A rede de restaurantes australiana Grill’d foi processada por Paul Hogan pelo uso de uma variante de uma frase do personagem no filme, nas coberturas de papel em seus restaurantes. Hogan entrou com uma ação civil em um tribunal federal em dezembro de 2017, acusando a Grill'd de "conduta enganosa ou traiçoeira" por se associar com a marca Hogan sem consentimento. Grill'd concordou em parar de usar as coberturas de papel em seus restaurantes, pagar 10 mil dólares australianos a Hogan por seus gastos legais e doar outros 10 mil dólares australianos à entidade Cure Cancer Austrália.
Hogan também apareceu em um trailer falso de uma refilmagem de Crocodilo Dundee ao lado dos atores conterrâneos Chris Hemsworth e Margot Robbie durante o Super Bowl LII. O comercial era parte de uma campanha multimilionária da agência de turismo Tourism Australia nos EUA.

## Sinopse
Michael J. Dundee, conhecido como Crocodile Dundee, é um caçador de crocodilos de um lugar isolado da Austrália. Casualmente chegam notícias sobre ele aos Estados Unidos e um periódico de Nova Iorque decide enviar uma jornalista para realizar reportagens sobre este exótico personagem. A filha do editor, Sue Charlton, é escolhida para a tarefa. Depois de enviar várias matérias sobre Dundee ao periódico, e saber do êxito que teve, Sue o convence a acompanhá-la até Nova Iorque para que o público o conheça melhor. Na grande cidade tudo resulta em novo e estranho para o caçador australiano, acostumado a viver sem ninguém por perto. E entre Dundee e Sue irão surgir sentimentos que acabam em uma história de amor; sendo que Sue já tem um noivo na cidade.

## Elenco principal
- Paul Hogan como Michael J. "Crocodile" Dundee
- Linda Kozlowski como Sue Charlton
- John Meillon como Walter Reilly
- David Gulpilil como Neville Bell
- Mark Blum como Richard Mason
- Michael Lombard como Sam Charlton
- Reginald VelJohnson como Gus
- Terry Gill como Duffy
- Steve Rackman como Donk
- Gerry Skilton como Nugget
- David Bracks como Burt
- Peter Turnbull como Trevor
- Rik Colitti como Danny
- Christine Totos como Rosita
- Graham 'Grace' Walker como Angelo
- Caitlin Clarke como Simone
- Nancy Mette como Karla
- John Snyder como Pimp
- Anne Carlisle como Gwendoline
- Anne Francine como Fran
- Paige Matthews como Party Girl
- Paul Greco como New Yorker

## Produção
A ideia de fazer o filme chegou a Paul Hogan (o ator principal e um dos escritores da história) quando ele estava em Nova York. Ficou imaginando como seria se um homem da floresta do Território do Norte chegasse à cidade. Como Paul Hogan disse:

Há muito sobre Dundee que todos pensamos que somos; mas não somos, porque moramos em Sydney. Ele é um mítico australiano que existe em parte - o homem da fronteira que anda pelo mato, pegando cobras e jogando-as de lado, vivendo da terra que pode andar a cavalo e derrubar árvores e tem aquela filosofia simples, amigável e descontraída. É como a imagem que os americanos têm de nós, então por que não lhes dar uma? ... Nós sempre fomos desesperadamente destituídos de heróis folclóricos neste país. Ned Kelly é patético. Assim são os bushrangers.
O orçamento do filme foi levantado através das concessões fiscais 10BA via Morgan Sharebrokers. Paul Hogan usou seus colaboradores regulares da TV, incluindo John Cornell, Peter Faiman e Ken Shadie. Linda Kozlowski foi importada para representar a repórter americana; A Actors Equity of Australia objetou a isso, mas acabou cedendo.
As primeiras cenas foram filmadas na pequena cidade de McKinlay em Queensland, onde o hotel usava pisos originais de madeira deformado e polido. Também não há crocodilos na área como é no outback sem grande fonte de água. Seis semanas de filmagens foram gastas trabalhando fora de Jaja, um campo de mineração de urânio abandonado no Parque Nacional Kakadu, no Território do Norte, com uma semana adicional em Cloncurry. Houve mais seis semanas filmando em Nova York. As filmagens terminaram em 11 de outubro de 1985. Quando o filme terminou, Hogan disse que esperava ganhar milhões de dólares em todo o mundo. Hogan também disse sobre o filme: "Estou planejando que seja o primeiro filme apropriado da Austrália. Eu não acho que nós tivemos um ainda - não um filme real, bem sucedido e divertido".

## Prêmios
| Prêmio                | Categoria                                | Nomeado                               | Resultado |
| --------------------- | ---------------------------------------- | ------------------------------------- | --------- |
| Oscar                 | Melhor Roteiro Original                  | John Cornell, Ken Shadie & Paul Hogan | Indicado  |
| Prêmios BAFTA         | Melhor Roteiro Original                  | John Cornell, Ken Shadie & Paul Hogan | Indicado  |
| Prêmios BAFTA         | Melhor Ator                              | Paul Hogan                            | Indicado  |
| Prêmios Globo de Ouro | Melhor Ator – Comédia ou Musical         | Paul Hogan                            | Venceu    |
| Prêmios Globo de Ouro | Melhor Atriz Coadjuvante – Cinema        | Linda Kozlowski                       | Indicado  |
| Prêmios Globo de Ouro | Melhor Filme – Comédia ou Musical        | John Cornell                          | Indicado  |
| Prêmio Saturno        | Melhor Filme de Fantasia                 | John Cornell                          | Indicado  |
| Prêmio Saturno        | Melhor Roteiro                           | John Cornell, Ken Shadie & Paul Hogan | Indicado  |
| BMI Film & TV Award   | Melhor Música                            | Peter Best                            | Venceu    |
| Golden Screen         | Ingressos Mais Vendidos                  | Ingressos Mais Vendidos               | Venceu    |
| MPSE Award            | Melhor Edição de Som — Filme Estrangeiro | Tim Chau                              | Indicado  |